# WWE Cyber Sunday
Cyber Sunday là một trong những show đặc biệt được World Wrestling Entertainment tổ chức hàng năm.Trước đây sự kiện này được biết đến với tên gọi Taboo Tuesday từ năm 2004-2005.Từ 2004-2006,sự kiện được dành riêng cho chương trình RAW.
Khi được biết đến với tên gọi Taboo Tuesday,nó là show đặc biệt đầu tiên được WWE tổ chức vào thứ 3 từ sau Tuesday in Texas năm 1991.Nó được tổ chức lần đầu vào tháng 10,2004,nhưng vào năm 2005 được dời lại vào tháng 11 để tránh bi trùng với một trận đấu bóng chày.Tuy nhiên vì lý do lượng vé bán được không cao,và sự xuất hiện của chương trình ECW trên kênh SciFi vào tối thứ 3 buộc sự kiện phải dời lại vào Chủ Nhật.
Điểm đặc biệt của Cyber Sunday với các chương trình khác là nó cho phép các fan có thể bầu trực tuyến qua trang web WWE.com cho các trận đấu.Việc bầu được bắt đầu vào giữa chương trình RAW trước đó mấy tuần và kết thúc trong sự kiện đặc biệt này,thường là trước khi trận đấu thì đã có kết quả bầu để bắt đầu.Do đó,Cyber Sunday được quảng cáo là một chương trình tương tác.